# تاتالی‌لار
تاتالی‌لار (به لاتین: Tatalılar) یک منطقه مسکونی در جمهوری آذربایجان است که در شهرستان بیلقان واقع شده است. تاتالی‌لار ۲۰۸۳ نفر جمعیت دارد.